# Hans Olof von Essen
Hans Olof von Essen (ur. 31 grudnia 1900 w Lappeenrancieie, zm. 23 sierpnia 1971 w Halikko) – fiński wojskowy, pułkownik, także jeździec sportowy.

## Życiorys
Był oficerem armii fińskiej. Wystąpił na igrzyskach olimpijskich w 1928 w Amsterdamie, gdzi zajął 5. miejsce ww wszechstronnym konkursie konia wierzchowego.
W latach 1937–1939 był attaché wojskowym w Polsce.
Dowodził 26. pułkiem piechoty podczas wojny zimowej i pułkiem dragonów Nyland w czasie wojny kontynuacyjnej. Po wojnie był do 1946 attaché wojskowym w Szwecji.

## Odznaczenia
- Krzyż Mannerheima 2. klasy (krzyż nr 30, przyznany 20 października 1941)[3]
- Krzyż Kawalerski Orderu Białej Róży Finlandii
- Order Krzyża Wolności 1. klasy
- Krzyż Żelazny 2. klasy (Niemcy)
- Krzyż Komandorski Orderu Miecza (Szwecja)